# Коротков, Леонид Викторович
Леонид Викторович Ко́ротков (род. 1965) — губернатор Амурской области с 2001 по 2007 год, депутат Государственной думы Российской Федерации 2 созыва от партии КПРФ.

## Биография
Родился 19 января 1965 года в Завитинске Амурской области. По национальности русский. Отец Короткова был машинистом паровоза и погиб, когда сыну было полтора года. Мать работала санитаркой в госпитале.

### Образование и работа
Окончил факультет журналистики Дальневосточного государственного университета в 1987 году, Финансовую академию при Правительстве Российской Федерации в 1999 году.
С 1987 по 1994 год работал корреспондентом, заведующим отделом, затем — объединением отделов редакции газеты «Амурская правда» (Благовещенск).

### Политическая деятельность
С 1993 по 1995 год — депутат Совета Федерации, входил в оппозиционное депутатское объединение «Конструктивное сотрудничество», был заместителем председателя Комитета по социальной политике..
С 1995 по 1999 год — депутат Государственной Думы второго созыва, был членом фракции КПРФ (в 1999 году был исключен из фракции с формулировкой «за недостаточно активную деятельность в Думе»), являлся председателем подкомитета по внебюджетным фондам Комитета по труду и социальной политике, членом комиссии Межпарламентской Ассамблеи государств — участников СНГ по социальной политике и правам человека.
В декабре 1999 года был избран депутатом Государственной Думы РФ третьего созыва по Благовещенскому одномандатному избирательному округу 58 Амурской области, выдвигался избирателями, входил в группу «Народный депутат», был председателем подкомитета по внебюджетным фондам Комитета по труду и социальной политике, членом Парламентского Собрания Союза России и Белоруссии.

#### Губернатор
В 2001 году баллотировался кандидатом на пост губернатора Амурской области, в первом туре выборов 25 марта занял второе место, набрав 18,25 % голосов избирателей, и вышел во второй тур вместе с действующим губернатором Анатолием Белоноговым (38,9 % голосов), во втором туре 8 апреля получил 49,2 % голосов и победил Белоногова (42,86 %).
С 16 марта по 27 сентября 2005 — член президиума Государственного совета Российской Федерации.
24 февраля 2005 года по представлению Президента РФ В.Путина был утвержден Амурским областным Советом народных депутатов в должности губернатора области на новый срок.
Указом Президента РФ от 10 мая 2007 года снят с должности «в связи с утратой доверия Президента РФ». Причиной снятия с поста губернатора стало возбуждённое против него уголовное дело.

### Уголовное дело
18 апреля 2007 года прокурор Вячеслав Сизов возбудил уголовное дело в отношении Короткова по факту превышения должностных полномочий (ч. 2 ст. 286 УК РФ).
Суть дела: 2 декабря 2003 года Коротков обратился с письмом в Региональную энергетическую комиссию Российской Федерации по Амурской области с предложением включить расходы в энерготарифы на содержание футбольного клуба «Амур». По данным Генпрокуратуры, правление Региональной энергетической комиссии Амурской области 23 декабря 2003 года установило тариф на электроэнергию, включив в энерготариф затраты на содержание футбольного клуба в сумме 41 миллионов рублей и 4 миллиона рублей в качестве благотворительной помощи другим организациям, что привело к искусственному увеличению среднеотпускного тарифа. 11 сентября 2008 года сотрудники следственного управления следственного комитета при прокуратуре РФ по Дальневосточному федеральному округу приняли решение о возобновлении расследования дела Короткова.
27 декабря 2010 года Благовещенский городской суд оправдал Короткова по всем эпизодам его уголовного дела. 24 февраля 2011 года коллегия судей Амурского областного суда, рассмотрев кассацию прокуратуры, оставила это решение в силе.
В начале 2018 года появилась информация, что бывший руководитель Амурской области приобрёл за 650 тыс. евро гражданство Мальты.

## Семья
Женат, имеет двух сыновей (1988 и 1992 годов рождения) и дочь (2005 года рождения).
Увлечения: спорт, литература, история России.

## Награды
- Орден святого благоверного князя Даниила Московского II степени — за многие труды по возрождению духовной жизни России (2008, РПЦ).
- Благодарность Министра культуры Российской Федерации (28 октября 2003 года) — за большой вклад в развитие культуры, сохранение и возрождение культурных ценностей Амурской области, а также в связи с 50-летием со дня основания комитета по культуре[6].
- Благодарность Министра культуры и массовых коммуникаций Российской Федерации (16 декабря 2005 года) — за  большой вклад в пропаганду отечественного театрального и киноискусства[7].